# Новопашин, Юрий Степанович
Ю́рий Степа́нович Новопа́шин (7 июня 1934, д. Сергино, Краснополянский район, Свердловская область, РСФСР, СССР — 21 марта 2012, Москва, Россия) — советский и российский философ, специалист по историко-политическим процессам в Восточной Европе. Доктор философских наук, профессор. Главный редактор журнала «Славяноведение».

## Биография
В 1959—1964 гг. учился на философском факультете Московского государственного университета.
После МГУ стал работать в Институте экономики мировой социалистической системы АН СССР, где потом в 1974—1988 гг. руководил отделом теоретических проблем мирового социализма.
В 1970 году в Московском институте народного хозяйства им. Г. В. Плеханова защитил диссертацию на соискание учёной степени кандидата философских наук по теме «Антикоммунизм и европейские социалистические страны (Критика некоторых современных буржуазных концепций борьбы с социализмом „мирными средствами“)».
В 1986 году в Академии общественных наук при ЦК КПСС защитил диссертацию на соискание учёной степени доктора философских наук по теме «Критика антикоммунистических концепций развития реального социализма как общественного строя и мировой системы» (специальность 09.00.02 — научный коммунизм).
Работал преподавателем в Московском энергетическом институте, Академии общественных наук, Дипломатической академии. С 1988 г. и до конца жизни проработал в Институте славяноведения и балканистики РАН. Некоторое время занимал там должности заместителя директора (в 1988—1998 гг.) и заведующего отделом. С 1996 по 2001 гг. был главным редактором журнала «Славяноведение».
Основными научными интересами было изучение социализма в европейских странах и отношений между странами Центральной и Юго-Восточной Европы, также их связи с Советским Союзом, а потом с Россией. Занимался исследованием восточноевропейских революций 1989 г. и посткоммунистическим развитием этих стран.

## Научные труды

### Монографии
на русском языке
- Новопашин Ю. С. Стратегия «мирного вмешательства»: Критика некоторых буржуазных концепций о современном социализме. — М.: Международные отношения, 1972. — 232 с.
- Новопашин Ю. С. Старый спор с новыми аргументами: (Против фальсификации теории и практики реального социализма). — М.: Молодая гвардия, 1978. — 159 с. — (Университет молодого марксиста).
- Новопашин Ю. С., Пугачёв Б. М., Фельдман Д. М. Проблемы воздействия мировой системы социализма на исторический процесс. М.: Наука, 1981. — 151 с.
- Новопашин Ю. С. (в соавторстве) Реальный социализм в современном мире. — М.: Наука, 1987. — 247 с.
- Новопашин Ю. С. (в соавторстве) Восточная Европа на историческом переломе (Очерки революционных преобразований, 1989—1990 гг.). — М.: Институт славяноведения и балканистики АН СССР, 1991. — 338 с.

на других языках
- Novopašin J. Súčasný socializmus a jeho buržoázni «kritici». — Bratislava: Pravda, 1973. — 100 s.
- Novopashin Yu. La vida resuelve la discusion: el socialismo real y sus criticos burgueses. — M.: Proqresso, 1983.

### Брошюры
- Новопашин Ю. С. Развитие социалистического содружества: итоги и перспективы. — М.: Знание, 1975. — 64 с. — (Новое в жизни, науке, технике: Серия «История» 10).
- Новопашин Ю. С. Некоторые аспекты современной трактовки интернационализм: (Информационно-аналитическая записка). — М.: Институт экономики мировой социалистической системы АН СССР, 1977. — 56 с.
- Новопашин Ю. С. Мировая система социализма и мифы буржуазных идеологов. — М.: Знание, 1979. — 64 с. (Новое в жизни, науке, технике. Серия «История». № 9).
- Новопашин Ю. С. Социалистические международные отношения: буржуазные вымыслы и историческая действительность. — М.: Знание, 1982. — 64 с. (В помощь лектору).

### Статьи
- Волокитина Т. В., Марьина В. В., Новопашин Ю. С. История Восточной Европы от начала второй мировой войны до современности // Новая и новейшая история. — 1996. — № 6. — С. 9—22.
- Новопашин Ю. С. XIV съезд РКП(б): современный взгляд // Вопросы истории. — 2003. — № 7. — С. 39—53.
- Новопашин Ю. С. Антикоммунистические революции конца XX века // Вопросы истории. — 2006. — № 9. — С. 87—98.
- Новопашин Ю. С. Воздействие реального социализма на мировой революционный процесс: методологические аспекты // Вопросы философии. — 1982. — № 8. — С. 3—16.
- Новопашин Ю. С. Восточная Европа после 80-х: тенденции и проблемы // Вопросы истории. — 1995. — № 4. — С. 129—136.
- Новопашин Ю. С. Вторжение в Чехословакию в 1968 г. как воплощение практики «классового подхода» // Славяноведение. — 1993. — № 1. — С. 24—34.
- Новопашин Ю. С. Миф о диктатуре пролетариата // Вопросы истории. — 2005. — № 1. — С. 41—50.
- Новопашин Ю. С. О причинах восточноевропейских революций 1989 г. (международный аспект) // Вопросы истории. — 2010. — № 2. — С. 3—14.
- Новопашин Ю. С. Об антисоветизме и русофобии в послевоенной Восточной Европе: К постановке проблемы // Славяноведение. — 1998. — № 1. — С. 3—10.
- Новопашин Ю. С. От тоталитаризма к демократии: неоднозначность итогов // Славяноведение. — 1994. — № 6. — С. 47—58.
- Новопашин Ю. С. Пребывание советских войск в Восточной Европе как предпосылка революционных событий 1989—1990 годов // Славяноведение. — 1998. — № 4. — С. 60—69.
- Новопашин Ю. С. Проблемы развития мировой системы социализма и несостоятельность их антикоммунистических истолкований // Вопросы философии. — 1987. — № 4. — С. 16—29.
- Новопашин Ю. С. Размышления о героях вчерашних дней // Вопросы истории. — 2007. — № 5. — С. 49—65.
- Новопашин Ю. С. Размышления о нашем недавнем прошлом // Вопросы истории. — 2001. — № 6. — С. 25—36.
- Новопашин Ю. С. Реальный социализм и самоопределение наций // Советское славяноведение. — 1990. — № 2. — С. 3—12.
- Новопашин Ю. С. У «разбитого корыта» или о причинах краха социалистического эксперимента в Центральной и Юго-Восточной Европе // Восточная Европа на историческом переломе (Очерки революционных преобразований 1989—1990 гг.). — М., 1991. — С. 3—38.
- Новопашин Ю. С. О причинах краха международного коммунизма // Восточная Европа: контуры посткоммунистической модели развития. — М., 1992. — С. 5—25.